# アンリ・アンブルステ
アンリ・アンブルステ（Henri Armbruster、1842年6月22日 - 1896年1月26日）は、フランスの神父。神学校教授、校長を歴任。パリ外国宣教会に所属していた。来日し長崎、函館、新潟、東京で布教した。

## 生涯
1842年6月22日フランスラングル県プチ・クロワトに生まれる。叔母の許から少年聖歌隊養成学校に通う。大神学校入学。助祭になり、さらに日本布教を志してパリ外国宣教会入会。
1866年（慶応2年）5月26日ヴィリヨン神父とともに司祭叙階。同年7月マルセイユを出航し、香港で1ケ月ほど休養し、上海でアメリカ船に乗り換え、9月30日長崎に上陸。プティジャン、フューレ、ローカニュ、クーザンらによる発見したばかりの旧信者の司牧に協力。
短期間で日本語を上達させるとともに、浦上信者に相対した9ケ月後ムニクウ神父の助任として函館に移る。さらに横浜からエヴラール神父も異動してきた。3人は現在の元町教会の敷地を買い、司祭館を建てた。木造平屋ながら新式洋風の建物で「フランス館」と呼ばれた。ムニクウは函館勤務1年で神戸教会創設のため去る。アンブルステは主任に、エヴラールは助任となる。開港場であるので、外国軍艦が入る。日曜ごとに碇泊中の軍艦でミサ。フランス軍艦ではアンブルステがフランス語で、イギリス軍艦ではエヴラールが英語で説教した。
1868年（明治元年）函館新奉行はキリシタン禁止の考察を掲げキリシタンに3年以内の棄教を迫った。同年10月榎本武揚ら徳川の残党が北海道を占領して新政府軍と交戦。2人の神父はその間も司祭館に留まった。1869年（明治2年）6月20日函館戦争終戦。戦争の間幕軍が一時撤去していたキリスト教禁制の高札が再び奉行所の前に掲げられた。
1870年（明治3年）の元旦アンブルステは英国の小帆船に乗り開港直後の新潟に渡った。渡辺氏の家を借りて布教開始。その後、アンブルステはパリ外国宣教会日本部の会計となり、東京で教会敷地を探した。1874年（明治7年）パリ外国宣教会本部で神学校教授に就任。さらに顧問会の秘書、入会志望者指導担当もつとめた。1895年（明治28年）7月1日パリ神学校の校長となる。職務上、同年4月16日に宗教団体に向けて発令された、通常の税額とは別に所有土地建物の価額の30％相当の税額を課す法に対処せねばならず、1896年（明治29年）1月20日エソンヌ県のビエブレスの無原罪の御宿りの神学校にて脳卒中により倒れ、同月26日死去。公園墓地に埋葬。